# Cadillac CTS
El Cadillac CTS es un automóvil de turismo del segmento E producido por el fabricante estadounidense Cadillac desde fines del año 2001. Está en la gama media de sedanes de la firma, por encima del ya descontinuado Cadillac ATS y por debajo del buque insignia Cadillac CT6. En 2019 fue anunciado su sucesor el Cadillac CT5
Cuenta con cinco plazas de carrocería sedán de cuatro puertas, motor delantero longitudinal y tracción trasera o a las cuatro ruedas. Considerado como un automóvil de segmento D durante sus dos primeras generaciones en el mercado, la tercera generación con poder también suceder al Cadillac STS, pasa a ser de segmento E.
Actualmente en España, el Cadillac CTS se puede encontrar desde 55.000 €, en cuatro ediciones diferentes (Luxury, Elegance, Perfomance y Premium), siendo esta última la más lujosa. Aunque su distribución comercial es bastante reducida, ya que solo dispone de un centro con dos concesionarios en todo el país.
Compite con los Audi A6, BMW Serie 5, Infiniti Q70, Lexus GS, Maserati Ghibli, Mercedes-Benz Clase E, y Volvo S90. Reemplaza al Cadillac Catera y, a partir de la tercera generación, también al Cadillac STS. Se baraja en un futuro de que el CTS sea sucedido por el Cadillac CT5 en 2020, volviendo a hacer uso de la nueva nomenclatura introducida hace unos años por la firma americana.

## Historia

### Primera generación (2001-2007)

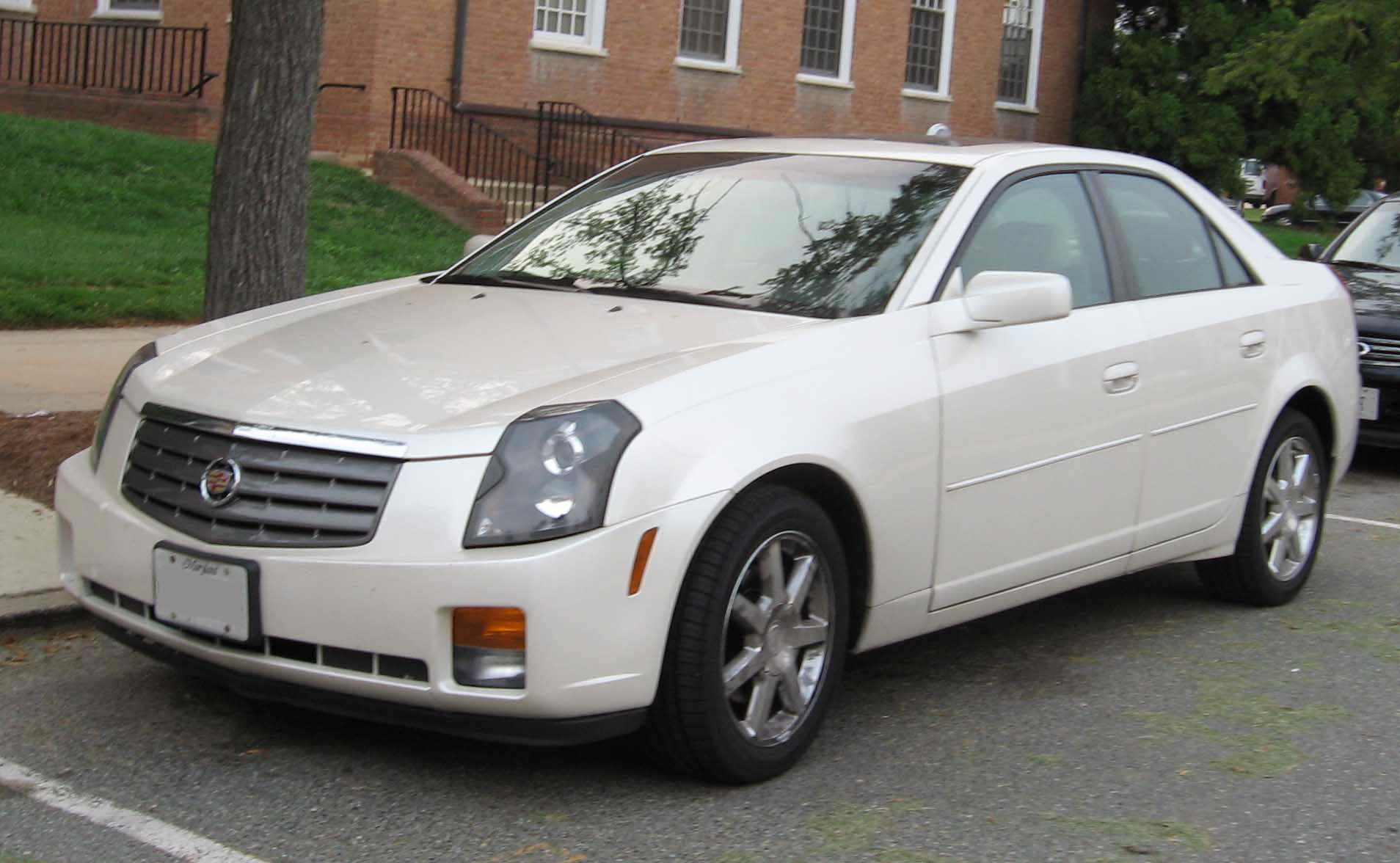
CTS sedán en blanco diamante

La primera generación del CTS está construida sobre la plataforma Sigma de General Motors, la misma del Cadillac STS y el Cadillac SRX. Es el primer modelo de la marca desde el Cadillac Cimarron de la línea 1988 en ofrecerse con caja de cambios manual, en este caso de cinco o seis marchas. También existía una automática de cinco marchas, en todos los casos asociada a un sistema de tracción trasera. El modelo fue nominado al galardón Automóvil del Año en América del Norte de 2002.
Los tres motores de gasolina V6 son: un 2.8 L de 213 CV (157 kilovatios); un 3.2 L de 223 CV (164 kilovatios); y un 3.6 L de 258 CV (190 kilovatios). La versión deportiva V-Series llevaba un motor V8 de 406 CV (299 kilovatios) de potencia máxima, derivado de los del Chevrolet Corvette, que inicialmente incorporaba el LS6 de 5.7 L (líneas 2004 y 2005), y más tarde el LS2 de 6.0 L (líneas 2006 y 2007).
En 2004, GM presentó el CTS-V, una versión de alto rendimiento del CTS destinada a competir con sedanes deportivos de marcas de lujo como los BMW M3/M5, Audi S4/S6 y el Mercedes-Benz Clase C y E AMG. Los modelos CTS-V de los años 2004 y 2005 fueron equipados con un V8 LS6 de 5.7 L que producía 400 HP (298 kilovatios) @ 6000 rpm y 395 lb-pie (536 Nm) @ 4800 rpm de par, una transmisión manual Tremec T56 de 6 velocidades, rotores de 14+ y pinzas Brembo de 4 pistones delantera y trasera, actualizaciones de la suspensión (tasas de muelles más altas, barras estabilizadoras más rígidas, dos paquetes de amortiguadores disponibles) y cambios sutiles en el exterior. Cuando el LS6 se eliminó, los CTS-V de los años 2006 y 2007 recibieron el V8 LS2 de 6.0 L, que tenía las mismas capacidades de par y potencia (con un par máximo de 400 rpm antes).

### Segunda generación (2008-2013)

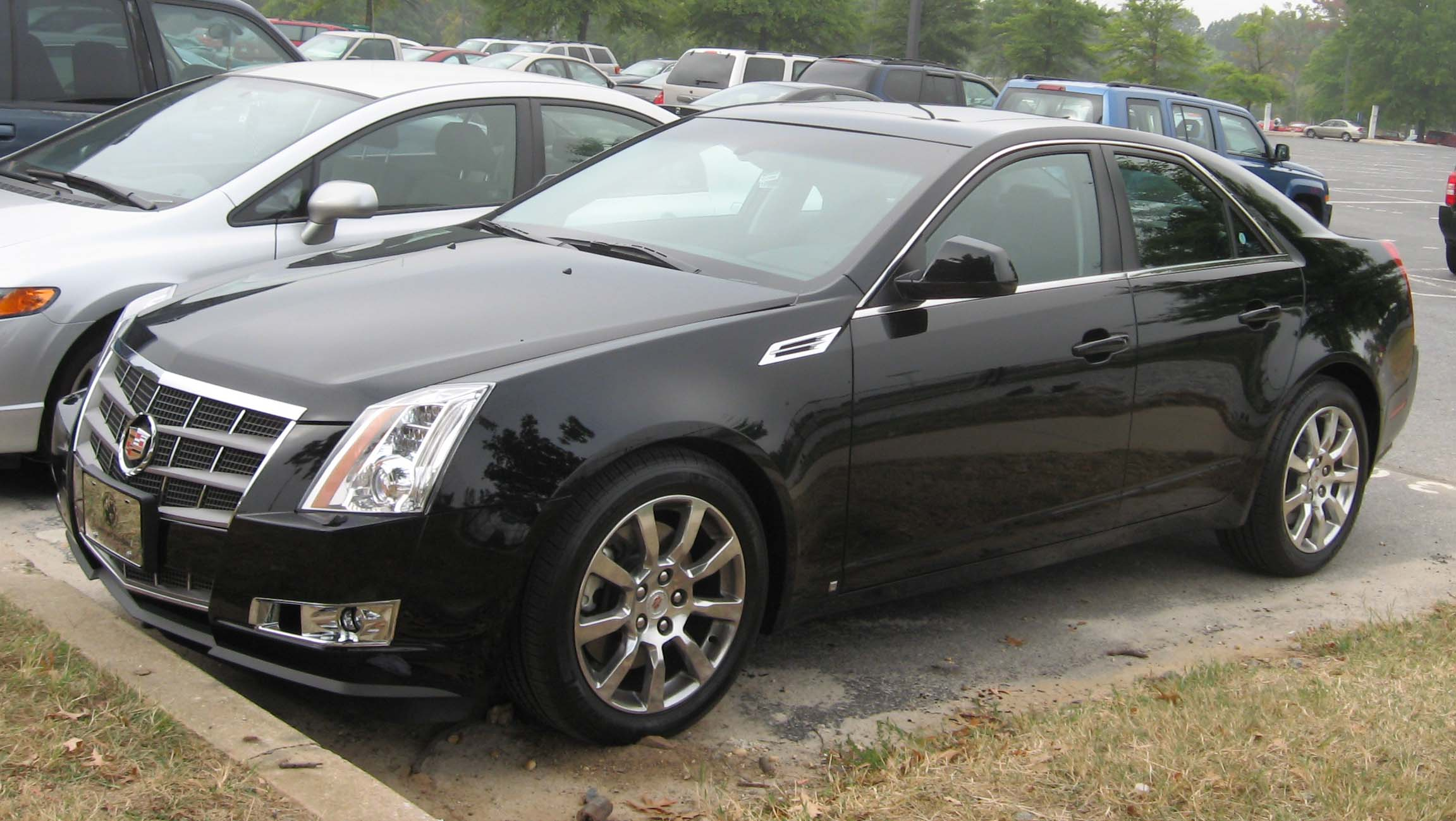
CTS de 2008

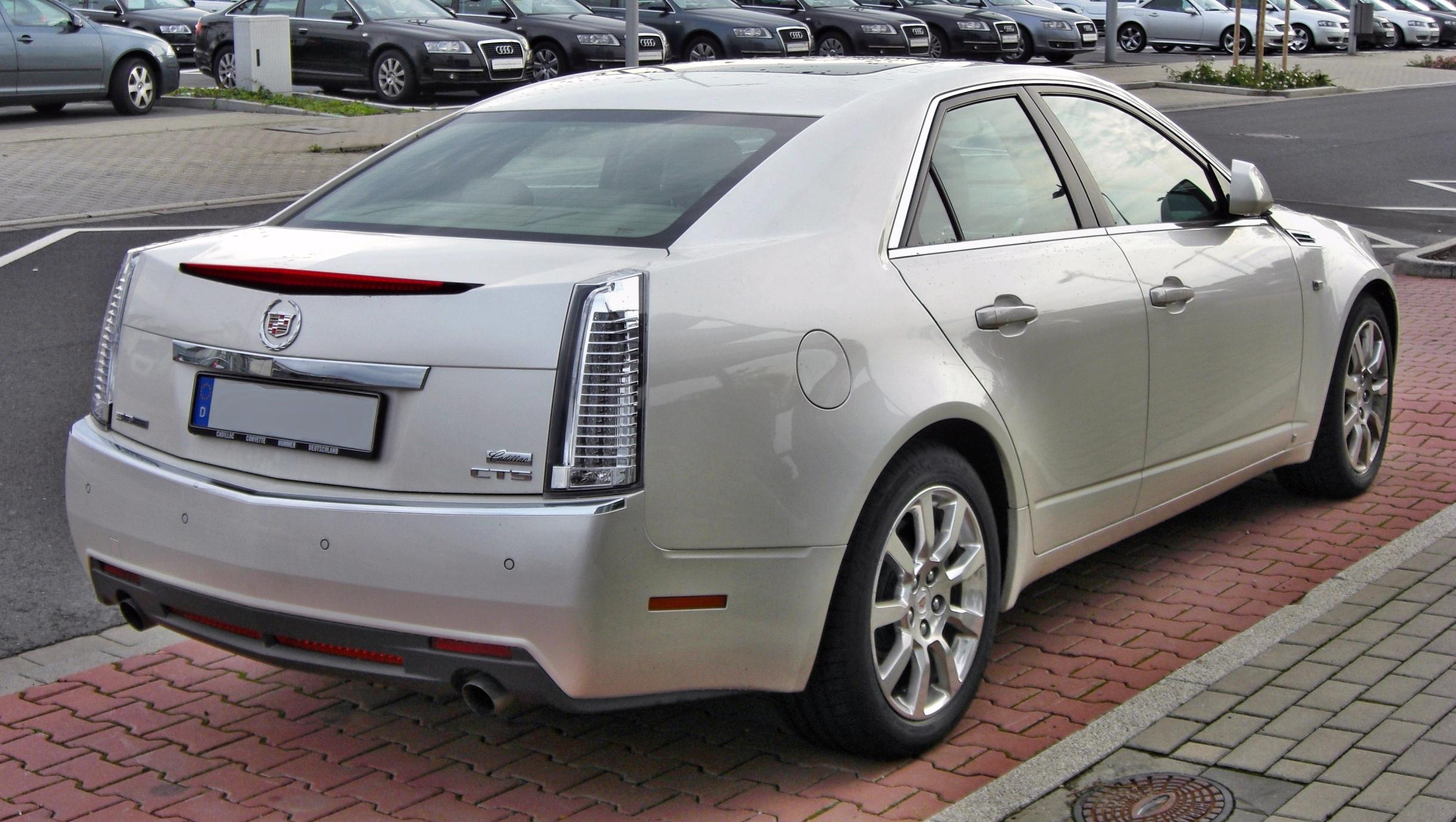
Vista trasera

El CTS de segunda generación, en este caso desarrollado sobre la plataforma Sigma II, se presentó oficialmente en el Salón del Automóvil de Detroit de 2007 y se puso a la venta pocos meses más tarde. En el salón del año siguiente se mostró un prototipo de automóvil basado en el CTS, pero con carrocería coupé, que salió a la venta en 2009, aunque se desconoce la designación que llevará. La revista Motor Trend lo nombró Automóvil del Año 2008, y Car and Driver la incluyó en su "Lista de los Diez Mejores Automóviles". También ha tenido unas ventas buenas para su segmento de lujo. El motor base es un V6 de 3.6 L de cilindrada con distribución de válvulas variable. Existen dos variantes de él: una con inyección indirecta y 260 CV (191 kilovatios) de potencia máxima; y otra también con inyección directa que producía 309 CV (227 kilovatios). El único V8 es el LSA de la versión V-Series, de 6.2 L de cilindrada y 558 CV (410 kilovatios) de potencia máxima. Tanto las cajas de cambios manuales como las automáticas, son de seis marchas. Los V6 con caja automática se ofrecen con tracción a las cuatro ruedas como opcional; el resto de los modelos poseen tracción trasera.
Para la revisión del año 2012, la rejilla frontal utilizó materiales de mayor calidad para dar un diseño más vertical, y el logotipo de Cadillac se cambió sutilmente para darle una apariencia más vibrante; el mayor cambio fue para el motor. Aunque mantuvo el mismo desplazamiento de 3.6 L, el V6 fue capaz de producir 318 CV (234 kilovatios), mientras bajaba de peso gracias a algunas partes internas del motor modificadas. Para ese mismo año, GM también ofreció algunas nuevas tecnologías y paquetes de opciones para el CTS. Cabe recordar que esta generación fue la última que ofrecía una versión familiar del CTS. La cual en España desembarcó a finales de 2010, siendo la edición más barata la 3.0i V6 con una potencia de 271 CV (199 kilovatios) Elegance Aut. por unos 55.766 €.
Esta generación también contó con una versión deportiva: la CTS-V, que desarrollaba 564 CV (415 kilovatios) de potencia.

### Tercera generación (2014-2019)
El 26 de marzo de 2013, Cadillac dio a conocer la tercera generación del CTS, no solo estaba pensada para suceder a su anterior generación, sino que intentaba también cubrir el puesto de mercado que había dejado el Cadillac STS con su cese de producción, por lo que el nuevo modelo gana en tamaño y categoría a diferencia de su predecesor.
El nuevo CTS del año 2014 utiliza un motor de cuatro cilindros en línea de 2.0 L turboalimentado, otro de 3.6 L procedente del ATS; y también ofrece un motor V6 Biturbo, que produce 420 HP (313 kilovatios) de potencia y 430 lb·ft (583 N·m) de par máximo. El motor Biturbo solo está disponible en el CTS V-Series, que sirve de paso entre el V6 de 3.6 L y el de alto rendimiento del CTS-V.
Motor Trend nombró al CTS de tercera generación como su coche del año 2014. Como es habitual con los ganadores de los premios, la revista adquirió un CTS (en Vsport trim) para una prueba a largo plazo. Su veredicto elogió la dinámica de conducción y la fiabilidad del automóvil, pero criticó su interfaz multimedia CUE.
En Europa, solo está disponible con un motor de 4 cilindros 2,0 L con 276 CV (203 kilovatios) de potencia y 295 lb-pie (400 Nm) de par máximo. El precio empieza a partir de 55.000 € con la edición Elegance, incluyendo suspensión de forma magnética, asientos parcialmente en piel con los delanteros calefactados y refrigerados, incluso volante con calefacción, levas para cambios de marcha en el volante a partir de magnesio entre otras características. En las versiones más lujosas (Perfomance, Luxury y Premium), se disponen de 20 ajustes eléctricos del asiento para facilitar una mejor conducción, también cabe destacar que si es comparado con un BMW Serie 5 (concretamente el 528i), el CTS 2.0 L es un poco más ligero (unos 50 kg (110 libras)), más estrecho (3 cm (1,2 pulgadas)), bajo (2 cm (0,8 pulgadas)) y largo (6 cm (2,4 pulgadas)).
En el Viejo Continente, si se quiere adquirir, la firma solo cuenta con 40 concesionarios y solo 1 en España con dos puntos de venta. "Europa es el epicentro del lujo en todo el mundo, y por eso es tan importante que Cadillac esté aquí...", explica Tom Anliker, director de Cadillac Europa.

## Versión de altas prestaciones

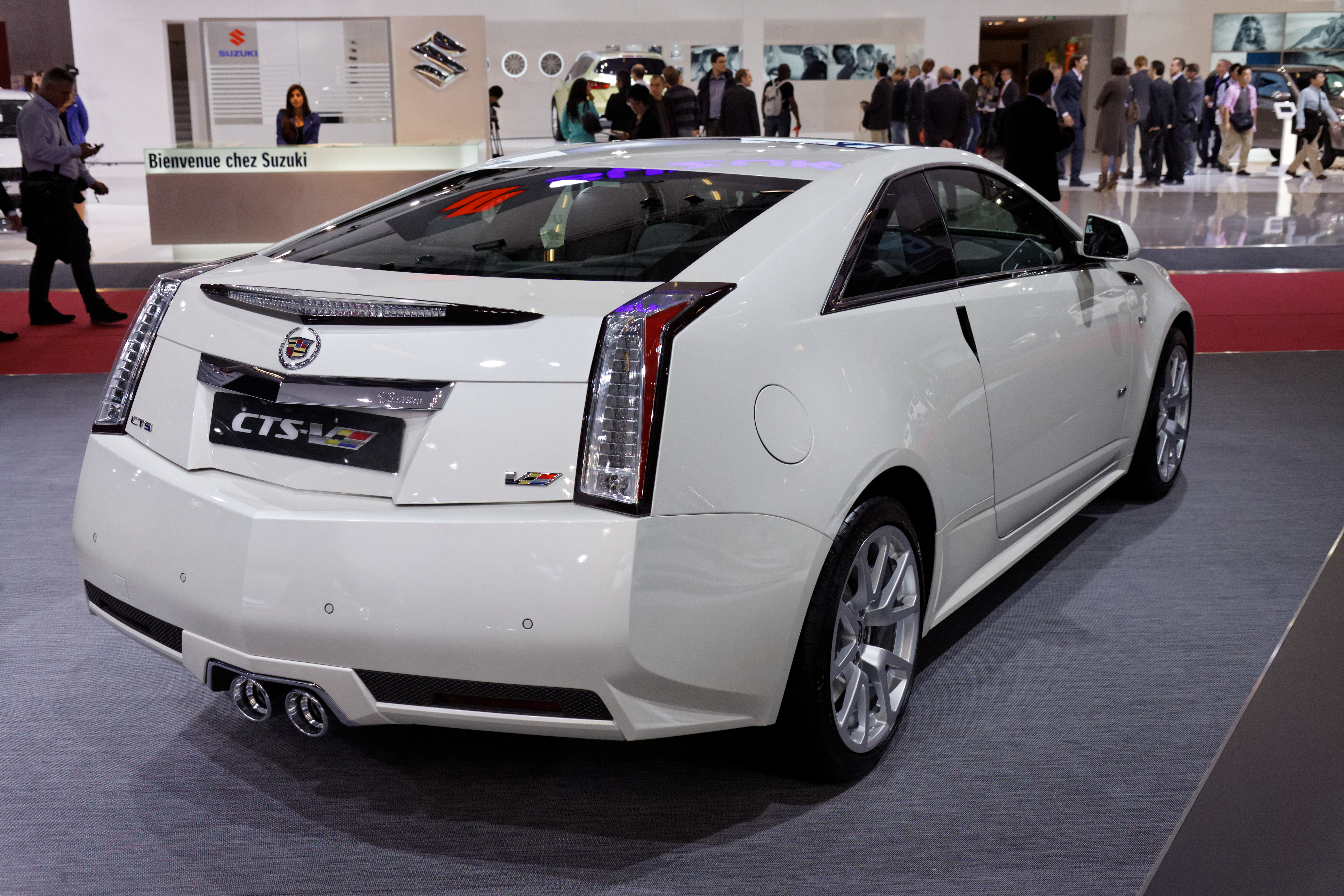
CTS-V en el Salón del Automóvil de París 2012

El CTS-V es una versión de alto rendimiento derivada del CTS, cuenta con un motor 6.2L sobrealimentado que produce 640 cv (477 kW) de potencia y 630 lb.ft (855 Nm) de par máximo. El modelo anterior presentaba un motor V8 LSA de 6.2 L sobrealimentado que produce 556 CV (409 kilovatios) de potencia y 551 lb·ft (747 N·m) de par máximo. La primera generación de CTS-V se introdujo en 2004 como un sedán de 4 puertas y estuvo disponible hasta 2007. La segunda generación que estaba disponible en carrocería sedán, coupé y familiar se vendió hasta 2014.
Actualmente, la tercera generación del CTS-V para el mercado europeo (incluyendo España), una vez más un intento de General Motors de hacer frente a las marcas premium alemanas, ofreciendo un motor V8 de 6.2 L con una potencia de 649 CV (477 kilovatios) y un precio que arranca en los 98.500 €, siendo capaz de acelerar de 0 a 100 km/h (62 millas por hora) en 3,7 segundos, con una velocidad máxima de 320 km/h (199 millas por hora). Actualmente esta versión lo convierte en el modelo más potente de los 115 años de historia de Cadillac, tal este hecho que se conmemora lanzando una edición limitada, la CTS-V Glacier Edition, al menos estará disponible en México, con un precio de USD $ 103.885.